# 1885
1885 (MDCCCLXXXV) je bilo navadno leto, ki se je po gregorijanskem koledarju začelo na četrtek, po 12 dni počasnejšem julijanskem koledarju pa na torek.

## Rojstva
- 3. februar - Tanabe Hadžime, japonski sodobni filozof († 1962)
- 13. april - György Lukács, madžarski marksistični filozof in literarni kritik († 1971)
- 14. maj - Otto Klemperer, nemško-ameriški dirigent, skladatelj judovskega rodu († 1973)
- 22. junij - Milan Vidmar, slovenski elektrotehnik, šahist, filozof, pisatelj († 1962)
- 8. julij - Ernst Bloch, nemški filozof († 1977)
- 27. avgust - Julij Betetto, slovenski pevec, basist, skladatelj, († 1963)
- 16. september - Karen Horney, nemška psihoanalitičarka, psihiatrinja († 1952)
- 7. oktober - Niels Bohr, danski fizik, nobelovec 1922 († 1962)
- 2. november - Harlow Shapley, ameriški astronom († 1975)
- 9. november - Hermann Weyl, nemško-ameriški matematik († 1955)

## Smrti
- 14. april - Jurij Volc, slovenski knjižničar in književnik (* 1805)
- 30. maj - Matej Tomc, slovenski podobar in rezbar (* 1814)
- 23. julij - Ulysses Simpson Grant, ameriški general, predsednik (* 1821)